# Messier 109
Messier 109 (M109 o NGC 3992) és una galàxia espiral barrada de tipus Sbc a la seqüència de Hubble situada en la constel·lació de l'Ossa Major. Va ser descoberta per Pierre Méchain el 12 de març de 1781, i revisada per Charles Messier el 24 de març del mateix any. No obstant això, Messier no la va afegir al seu catàleg en l'època de la seva publicació. William Herschel va redescobrir independentment el 12 d'abril de 1789 encara que la va classificar erròniament com a nebulosa planetària. Finalment va ser inclosa al catàleg per Owen Gingerich el 1953.
M109 es troba a una distància aproximada de 55 milions d'anys llum del sistema solar, del qual s'allunya a 1142 km/s. El seu diàmetre real és d'uns 130.000 anys llum. La regió HI d'M109 és regular amb una extensió radial de nivell baix fora del disc estel·lar, mentre que exactament en la regió de la barra, hi ha un forat HI central en la distribució del gas.
M109 compta amb tres galàxies satèl·lits (UGC 6923, UGC 6940 i UGC 6969) i possiblement en tingui més.
Una supernova anomenada SN 1956A es va poder observar el 17 de març de 1956 arribant a una magnitud aparent de +12,6.